# Circolo Nautico Posillipo 1996-1997
Questa voce raccoglie le informazioni riguardanti il Circolo Nautico Posillipo nelle competizioni ufficiali della stagione 1996-1997.

## Rosa
| N° |                       | Ruolo | Giocatore             |
| -- | --------------------- | ----- | --------------------- |
| 9  | Italia (bandiera)     | P     | Bruno Antonino        |
| 1  | Jugoslavia (bandiera) | P     | Milan Tadić           |
| 2  | Italia (bandiera)     | CV    | Paolo Zizza           |
| 10 | Italia (bandiera)     | D     | Ferdinando Gandolfi   |
| 5  | Italia (bandiera)     | D     | Francesco Postiglione |
| 12 | Italia (bandiera)     | D     | Carlo Silipo          |
| 7  | Italia (bandiera)     | A     | Fabio Galasso         |

| N° |                   | Ruolo | Giocatore                |
| -- | ----------------- | ----- | ------------------------ |
| 8  | Italia (bandiera) | A     | Franco Porzio (Capitano) |
| 13 | Italia (bandiera) | CB    | Fabio Bencivenga         |
| 3  | Serbia (bandiera) | CB    | Dušan Popović            |
| 11 | Italia (bandiera) |       | Piero Fiorentino         |
|    | Italia (bandiera) |       | Cesare Russo             |
| 6  | Italia (bandiera) |       | Gianfranco Salvati       |